# Wörth am Main
Pour les articles homonymes, voir Wörth.
Wörth am Main est une ville de Bavière (Allemagne), située dans l'arrondissement de Miltenberg, dans le district de Basse-Franconie.

## Jumelage

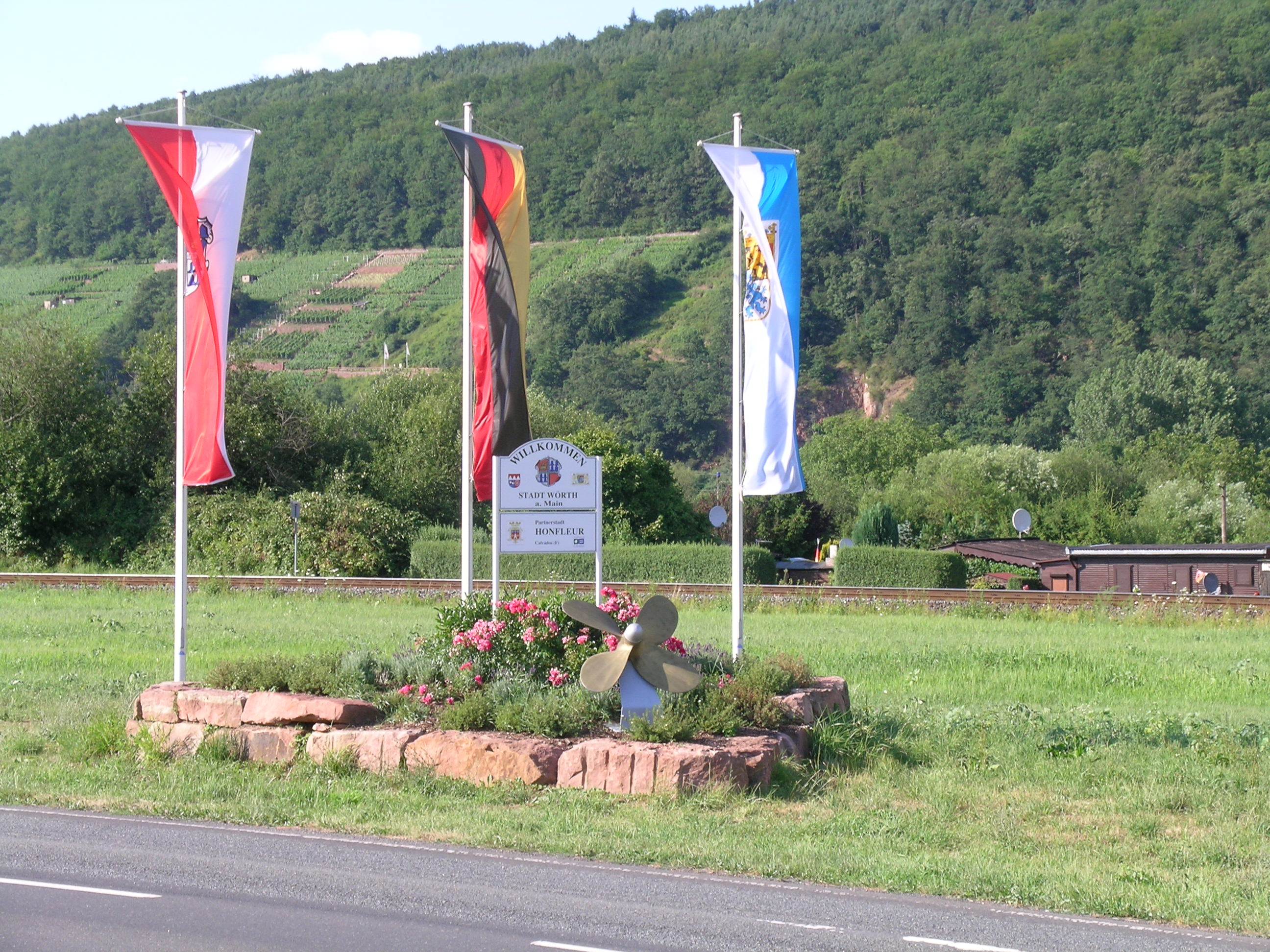

- Honfleur (France) depuis 2006